# بيتر جنكينز
بيتر جنكينز هو سياسي كندي، ولد في 30 أبريل 1944 بمونتريال في كندا. حزبياً، نشط في حزب يوكون ‏. وقد انتخب عضو الجمعية التشريعية في يوكون ‏.